# Dalby (Lincolnshire)
Pour les articles homonymes, voir Dalby.
Dalby est une paroisse civile et un village du Lincolnshire, en Angleterre.